# Cossus abyssinicus
Cossus abyssinicus är en fjärilsart som beskrevs av George Francis Hampson 1910. Cossus abyssinicus ingår i släktet Cossus och familjen träfjärilar. Inga underarter finns listade i Catalogue of Life.